# Кантуя-Крік (Каліфорнія)
Кантуя-Крік (англ. Cantua Creek) — переписна місцевість (CDP) в США, в окрузі Фресно штату Каліфорнія. Населення — 500 осіб (2020).

## Географія
Кантуя-Крік розташована за координатами 36°30′0″ пн. ш. 120°18′59″ зх. д. / 36.50000° пн. ш. 120.31639° зх. д. (36.500045, -120.316361).  За даними Бюро перепису населення США в 2010 році переписна місцевість мала площу 9,83 км², уся площа — суходіл.

## Демографія
Згідно з переписом 2010 року, у переписній місцевості мешкало 466 осіб у 113 домогосподарствах у складі 104 родин. Густота населення становила 47 осіб/км².  Було 128 помешкань (13/км²).
Расовий склад населення:
| - 52,4 % — білих - 1,1 % — чорних або афроамериканців - 0,6 % — корінних американців - 0,2 % — азіатів - 42,7 % — осіб інших рас |

До двох чи більше рас належало 3,0 %. Частка іспаномовних становила 98,9 % від усіх жителів.
За віковим діапазоном населення розподілялося таким чином: 30,9 % — особи молодші 18 років, 61,2 % — особи у віці 18—64 років, 7,9 % — особи у віці 65 років та старші. Медіана віку мешканця становила 28,0 року. На 100 осіб жіночої статі у переписній місцевості припадало 130,7 чоловіків;  на 100 жінок у віці від 18 років та старших — 133,3 чоловіків також старших 18 років.
Середній дохід на одне домашнє господарство  становив 33 320 доларів США (медіана — 31 806), а середній дохід на одну сім'ю — 33 364 долари (медіана — 31 806). За межею бідності перебувало 32,7 % осіб, у тому числі 30,0 % дітей у віці до 18 років та 100,0 % осіб у віці 65 років та старших.
Цивільне працевлаштоване населення становило 141 осіб. Основні галузі зайнятості: сільське господарство, лісництво, риболовля — 68,8 %, транспорт — 25,5 %, мистецтво, розваги та відпочинок — 5,7 %.